# 加拿大英语
加拿大英语是在加拿大广泛使用的英语形式。有超过2500万的加拿大人，不同程度地使用加拿大英语，占人口总数的85%。加拿大英語發音上與美國英語較相似，例如r音會捲舌，但由於加拿大身為大英國協王國的傳統，加拿大許多詞彙傳統上使用英國英語拼寫。加拿大英語可以被視為英國英語和美國英語的结合。

## 历史
「加拿大英语」的提法首次出现于出生在苏格兰的加拿大人A. Constable Geikie在1857年的一次讲话中。这种思想反映了當時一部分加拿大人以英国为主导的核心思想，并且持续了一百多年至今。他的提法说，加拿大英语是一种堕落的英语方言，无法与正统的英国英语相提并论。

## 与其他地域英语的比较
加拿大英语在發音上，受到各种地方的英语方言影響，大多是美国英语。
但是，许多正式的加拿大英语辭彙的用法，與澳洲英語、紐西蘭英語一樣，是以正统的英国英语作为标准，而不是與大多数美国人相同。例如，加拿大拼寫為centre, colour, harbour, defence, grey, favourite, cheque，而非美國拼寫的center, color, harbor, defense, gray, favorite, check。
某些情况下，一个词汇的英国英语与美国英语两种用法在加拿大并存。比如英國英語用holiday（「假日」）这个词，在加拿大经常与其美國英語同义词vacation混用。
加拿大英語亦在一定程度受到法語影響，例如tuque（「毛帽」；加拿大較少拼作toque）。有时候，加拿大英语也會出現其他地方见不到的词，如拉丁語引进词或以拉丁語詞根造出的新詞，例如patriation（「加拿大憲法本國化」）。
加拿大作为一个大英國協王國，使用法令条文用词的时候，通常需要参考加拿大君主及皇室的官方用词。比如，警员（constable），特許專業會計師（Chartered Professional Accountant）。

## 拼字

### -our
相對於美國英語，加拿大更傾向於使用英國英語的拼法：-our。舉例：honour（美：honor），colour（美：color），favourite（美：favorite）。
但後接拉丁語詞根時，變為-or。舉例：honorary（同英、美），humorist（同英、美），glamorous（同英、美）。
後接法語或日耳曼詞根時，則仍是-our。舉例：honourable（美：honorable），vapourable（美：vaporable），colourful（美：colorful）。

### -re
相對於美國英語，加拿大更傾向於使用英國英語的拼法：-re。舉例：metre（美：meter），fibre（美：fiber）， theatre（美：theater），centre（美：center）。

### -ize / -yze
相對於英國英語，加拿大更傾向於使用美國英語的拼法：-ize。舉例：realize（英：realise）， analyze（英：analyse），nationalization（英：nationalisation）。

### yogourt
與英、美拼寫皆不同，加拿大將「乳酪」一詞拼作yogourt（英、美：yogurt，較少拼作yoghurt）。